# Senza pensieri
Senza pensieri è un singolo del cantante italiano Fabio Rovazzi, pubblicato il 10 luglio 2019.

## Descrizione
Il singolo è stato realizzato con la collaborazione di Loredana Bertè e J-Ax, con il testo scritto da Danti e prodotto da Merk & Kremont.

## Video musicale
Il video, diretto dallo stesso Rovazzi, è un cortometraggio di oltre sei minuti. Al video prendono parte Paolo Bonolis, Fabio Fazio, Loredana Bertè, J-Ax, Enrico Mentana, Terence Hill, Maccio Capatonda, Karen Kokeshi, Max Biaggi, Gigi Marzullo, Sascha "Anima" Burci e Danti.
Nel gennaio 2020 l'Antitrust ha aperto un'indagine sulla presenza di prodotti commerciali nel video musicale senza l'esplicitata finalità commerciale, assieme al video realizzato per il brano Mambo salentino di Boomdabash e Alessandra Amoroso.

## Tracce
1. Senza pensieri (feat. Loredana Bertè & J-Ax) – 3:05

## Successo commerciale
Senza pensieri ha ottenuto un discreto successo in Italia, raggiungendo la top 30 della Top Singoli. Al termine dell'anno è risultato essere il 43º brano più trasmesso dalle radio.

## Classifiche
| Classifica (2019) | Posizione massima |
| ----------------- | ----------------- |
| Italia            | 22                |